# Дженифър Джоунс
Дженифър Джонс (на английски: Jennifer Jones, 2 март 1919 г. – 17 декември 2009 г.) е американска актриса, носителка на Оскар и Златен глобус. 

## Биография

### Кариера
Започва кариерата си в радио програми и като манекенка. След срещата си с втория си съпруг, режисьора Дейвид Селзник, пред нея се отваря възможност в следващите 20 години да се снима в много филми под негово ръководство.
Тя прави своя филмов дебют във филма, New Frontier с Джон Уейн през 1939 г. През нейната 35-годишната кариера, освен Оскар за филма Песента на Бернадет, тя е номинирана за още 4 Оскара, 3 за най-добра актриса: Любовни писма (1945), Дуел в слънцето (1946), Love Is a Many-Splendored Thing (1955) и 1 за Най-добра поддържаща актриса за Откакто Ти си Замина (1944). Тя също така играе Мадам Бовари в едноименния филм Мадам Бовари.
Последната ѝ роля е през 1974 г. във филма Ад под небето, мегапродукция, в която участват много популярни актори като Пол Нюман, Стив Маккуин, Фей Дънауей, Фред Астер, Робърт Вон и Уилям Холдън.

### Личен Живот
Първият ѝ съпруг, Робърт Уокър, също актьор, както и дъщеря ѝ от втория ѝ брак имат психологични проблеми. Уокър умира на 32 години от смесица на алкохол и лекасртва, предписани от психиатъра му през 1951 г. Дъщеря ѝ се самоубива на 21-годишна възраст като скача от 22-ия етаж. Двамата ѝ синове от първия брак също умират преди нея. Синът на третия ѝ; съпруг също се самоубива.
Самата Джоунс бе опитала да се самоубие през 1967 г. като скочи от скала и е била в кома, когато я закарват в болницата и успяват да я спасят. Всички тези нещастия я карат да се интересува от психическите проблеми и как да се излекува. Години по-късно тя се разболява от рак на гърдата, но с времето е излекувана и ракът премахнат.

### Смърт
След оттеглянето от филми през 1974 г., тя се наслаждава на спокойствие и отказва да дава интервюта и рядко прави публични появи. На 17 декември 2009 г. умира в дома си в Калифорния на 90 години от естествена смърт.

## Избрана филмография
| Година | Филм                             | Оригинално заглавие              | Роля                         | Режисьор      |
| ------ | -------------------------------- | -------------------------------- | ---------------------------- | ------------- |
| 1939   | Новата граница                   | New Frontier                     |                              |               |
| 1939   | Улиците на Ню Йорк               | The Streets of New York          |                              |               |
| 1939   | Специални агенти на Дик Трейси   | Dick Tracy's G-Men               |                              |               |
| 1943   | Песента на Бернадет              | The Song of Bernadette           | Бернадет Субиру              | Хенри Кинг    |
| 1944   | Откакто Ти си замина             | Since You Went Away              |                              |               |
| 1945   | Любовни писма                    | Love Letters                     | Сингълтън / Виктория Морланд | Уилям Дитерле |
| 1946   | Американска вяра                 | American Creed                   |                              |               |
| 1946   | Клуни Браун                      | Cluny Brown                      |                              |               |
| 1946   | Дуел в слънцето                  | Duel in the Sun                  |                              |               |
| 1948   | Портретът на Джени               | Portrait of Jennie               |                              |               |
| 1949   | Ние бяхме непознати              | We Were Strangers                |                              |               |
| 1949   | Мадам Бовари                     | Madame Bovary                    |                              |               |
| 1950   | Отишъл до земята                 | Gone to Earth                    |                              |               |
| 1952   | Дивото сърце                     | The Wild Heart                   |                              |               |
| 1952   | Кери                             | Carrie                           |                              |               |
| 1952   | Руби Джентри                     | Ruby Gentry                      |                              |               |
| 1953   | Станция Терминал                 | Stazione Termini                 |                              |               |
| 1953   | Победи дявола                    | Beat the Devil                   |                              |               |
| 1955   | Любовта е много чудно нещо       | Love Is a Many-Splendored Thing  |                              |               |
| 1955   | Добро утро, госпожице Доув       | Good Morning, Miss Dove          |                              |               |
| 1956   | Мъжът с костюма със сивата тъкан | The Man in the Gray Flannel Suit |                              |               |
| 1957   | Семейство Барет от улица Уимпъл  | The Barrets from Wimpole Street  |                              |               |
| 1957   | Сбогом на оръжията               | A Farewell to Arms               |                              |               |
| 1962   | Нежна е нощта                    | Tender Is the Night              |                              |               |
| 1966   | Идолът                           | The Idol                         |                              |               |
| 1969   | Ангел, Ангел, отиваме надолу     | Angel, Angel, Down We Go         |                              |               |
| 1974   | Ад под небето                    | The Towering Inferno             |                              |               |